# Sırmaçek, Kiğı
 (janvier 2021).
Sırmaçek est un village turc du district de Kiğı, dans la province de Bingöl dans la région de l'Anatolie orientale.

## Histoire
L'ancien nom du village est mentionné en kurde en 1916 comme kêjkan, qui signifie « dispersé ».

## Géographie
Le village est à 69 km du centre ville de Bingöl, à 42 km du centre de district de Kiğı.

## Population
| Données sur la population par années | Données sur la population par années |
| ------------------------------------ | ------------------------------------ |
| 2019                                 | 276                                  |
| 2018                                 | 291                                  |
| 2017                                 | 290                                  |
| 2016                                 | 303                                  |
| 2015                                 | 308                                  |
| 2014                                 | 325                                  |
| 2013                                 | 335                                  |
| 2012                                 | 345                                  |
| 2011                                 | 374                                  |
| 2010                                 | 379                                  |
| 2009                                 | 400                                  |
| 2008                                 | 406                                  |
| 2007                                 | 387                                  |
| 2000                                 | 445                                  |
| 1990                                 | 742                                  |
| 1985                                 | 857                                  |
| 1965                                 | 515                                  |